# Доломити (планинска верига)
Доломитовите Алпи (на италиански Dolomiti, на немски Dolomiten) са дял на Алпите, част от Източните Алпи и по-точно – от Южните Варовикови Алпи. Те се простират южно от централното било, в североизточната част на Италия на териториите на провинциите Белуно, Болцано, Южен Тирол и Тренто.

## Название
Името идва от минерала доломит, който съдържа магнезий, желязо или манган. Въз основа на този минерал същото име носи и вид седиментна скала, близка до варовика. И двете са кръстени така на френския геолог и минералог от ХVІІІ в. Деода дьо Доломю. Всъщност връзката между този французин и Доломитите е по-пряка – именно с пътуването си в тях той извършва повечето си важни открития. Те са съставени главно от този вид скали, което им придава особен външен вид. Ето защо са наричани също Бледите планини.

## Образуване
Геоложката история на Доломитите е христоматиен пример за това как морското дъно може да се превърне в планина, подтиквано от тектонските движения. Преди повече от 230 млн. години на това място е съществувало топло тропическо море, в което са виреели огромни колонии от корали. Те са извличали разтворения в морската вода калцит и при смъртта си са оставяли черупковите си обвивки, постепенно се образувайки дебели слоеве. Издигането на земните пластове през последните 20 – 30 млн. години е последвано от заледяване през плейстоцена, което е способствало по-меките седиментни наслаги да бъдат свлечени в процеса на екзарация.
За разлика от други райони тук доломитът е твърда скала с различни оттенъци – от бледо розово до бледо зелено. Сравняват го с вкаменена захар. В него отчетливо се различават съставляващите го корали, вкаменени водорасли и охлюви с разнообразни форми. Днес твърдите скали остават да стърчат над живописни долини подобно на кули, стъпала и отвесни стени. Същевременно активен вулканизъм изкарва на повърхността магмата и образува отделни райони със съвсем друг вид скали – най-вече масива Болцано.

## Описание
Доломитовите Алпи са сравнително голям масив. С размери 150 на 190 км и площ почти 16 000 кв. км, те се равняват на най-обширните алпийски дялове. Ограничени са от долините на няколко реки: Изарко (на северозапад), Риенца (на север), Пиаве (на изток), Брента (на югозапад) и Адидже (на запад). Граничат с много други масиви – Сарентинските, Цилерталските и Карнийските Алпи, както и с Брентските Доломити. От тях извират редица малки, но буйни и красиви реки – Алвизио, Кордеволе, Бойте, Гадера, Чизмон. Най-високият връх е Мармолада – 3342 м, но много други върхове са трихилядници. Между тях са Монте Чивета (3220 м), Кристало (3221 м) и Тре Чиме ди Лаваредо (3003 м).
Доломитите имат сложен релеф, изпъстрен с множество отделни хребети, проходи и съчетание на скалисти върхове с тучни пасища. Оформени са няколко карстови района, често се случват каменопади и свлачища. Географите виждат поне 26 поддяла в масива, от които най-важни са Села, Мармолада, Тофане, Розенгартен, Шлерн, Зекстен. На няколко места са се запазили миниатюрни ледници. Единственият по-голям е този от северната страна на Мармолада.

## Върхове
Двадесет и един върха са високи над 3000 м. Десетте най-високи са:
- Мармолада – 3343 м (Пунта Пеня);
- Антелао – 3264 м;
- Тофана ди Мецо – 3241 м;
- Сорапис – 3229 м;
- Кристало – 3221 м;
- Монте Чивета – 3220 м;
- Чима ди Вецана – 3192 м;
- Чимон дела Пала – 3184 м;
- Лангкофел – 3181 м;
- Монте Пелмо – 3168 м.

## Туризъм
Дълбоките и широки долини, които рядко се издигат над 2000 м, осигуряват сравнително лесен достъп до всички части на планината. Основни изходни пунктове са градовете Болцано (от запад) и Белуно (от изток). Тя е пресечена от много пътища, като основният минава през прохода Камполонго (1875 м) в северното подножие на Мармолада. Това е една от най-предпочитаните дестинации както за зимен туризъм, така и за летни преходи. В същото време разнообразието от скалисти върхове с отвесни стени (особено тези от северната страна) привличат алпинисти от цяла Европа. Катеренето в региона има за рождена дата 1887 г., когато 17-годишният Георг Винклер изкачва сам внушителните Виолетови кули.
Главен зимен център е курортът Кортина д'Ампецо, където през 1956 г. се провеждат Зимните олимпийски игри. Други 30 ски курорта очакват посетители всяка зима – Ауронцо, Сан Мартино ди Кастроца, Ортисеи. Общата дължина на ски пистите е над 1300 км, към които са създадени 450 лифта. В действителност много лифтове не са в полза на скиорите, а на туристите и стигат до най-високите върхове. Така могат да се посетят самият Мармолада, както и Тофана ди Мецо. На последния са изградени панорамна площадка със спираща дъха гледка и кафене.
За любителите на дълги преходи да изградени десет високопланински пътеки, известни със своята красота. Най-кратката се преминава за осем дни, а най-дългата – за осемнадесет. Доломитовите Алпи са поставени под закрилата на ЮНЕСКО. Има около десет национални и природни парка, като се започне с националния парк Доломити Белунези.